# Дворенко-Дворкін Анатолій
Анатолій Дворенко-Дворкін ( — † ?) — полковник Армії УНР.

## Життєпис
За спогадами старшин української армії в російській армії мав чин унтер-офіцера, однак документальних підтверджень цього не знайдено.
У грудні 1918 р. — лютому 1919 р. — начальник артилерії Південно-Західного району Дієвої армії УНР. З 17.02.1919 р. — помічник начальника артилерії Південно-Західного району (згодом — Північна група) Дієвої армії УНР.
У другій половині 1920-го р. — командир панцерного потягу  «Кармелюк» Армії УНР. У 1921—1923 рр. — приділений до штабу Армії УНР.
Подальша доля невідома